# Renata Pudláková
Renata Pudláková (Bamberga, 18 marzo 1992) è un'ex cestista ceca.

## Carriera
Con la Rep. Ceca ha disputato i Campionati europei del 2019.